# Bjal Izvor (Kardzjali)
Bjal Izvor (Bulgaars: Бял извор, Turks: Akpınar) is een dorp in het zuiden van Bulgarije. Het dorp is gelegen in de gemeente Ardino in de oblast  Kardzjali. Het dorp ligt hemelsbreed ongeveer 27 km ten zuidwesten van Kardzjali en 192 km ten zuidoosten van Sofia. 

## Geschiedenis
Het dorp Bjal Izvor - toen nog Akboenar geheten - ligt sinds 1912 in Bulgarije. De naam van het dorp werd omgedoopt tot Bjal Izvor bij ministerieel besluit № 3225, afgekondigd op 21 september 1934.
In 2002 fuseerde het voormalige dorp Diamandovo (Bulgaars: Диамандово, Turks: Hüsemler) met het dorp Bjal Izvor, waarbij Diamandovo een wijk van het dorp werd. De andere wijken in het dorp zijn: Babitsa (Бабица, Şaban Kayalar), Garvanja (Гарваня), Zaka (Зака), Loekomir (Лукомир, Emirler), Poslon (Послон), Saraler (Саралер), Sborska (Сборска, Camiatik), Tsjolaklar en Sjivatsji (Шивачи, Terziler). 

## Bevolking
Op 31 december 2020 telde het dorp volgens de officiële cijfers van het Nationaal Statistisch Instituut van Bulgarije 1.488 inwoners. 
|  |

In de officiële volkstelling van 1 februari 2011 reageerden 1.161 van de in totaal 1.646 inwoners. Van deze 1.161 respondenten gaven 1.043 personen aangesloten te zijn bij de "Turkse" etnische groep. Daarnaast identificeerden 104 personen zichzelf als “Bulgaren”. De overige ondervraagden hebben geen etnische afkomst gespecificeerd. 
| Etnische samenstelling van de respondenten (2011) | Etnische samenstelling van de respondenten (2011) | Etnische samenstelling van de respondenten (2011) | Etnische samenstelling van de respondenten (2011) | Etnische samenstelling van de respondenten (2011) |
| ------------------------------------------------- | ------------------------------------------------- | ------------------------------------------------- | ------------------------------------------------- | ------------------------------------------------- |
|                                                   |                                                   |                                                   |                                                   |                                                   |
| Bulgaren                                          | Bulgaren                                          |                                                   | 9,0%                                              | 9,0%                                              |
| Turken                                            | Turken                                            |                                                   | 89,8%                                             | 89,8%                                             |
| Roma                                              | Roma                                              |                                                   | 0,0%                                              | 0,0%                                              |
| Anders/Onbekend                                   | Anders/Onbekend                                   |                                                   | 1,2%                                              | 1,2%                                              |